# Fábiánháza
Fábiánháza község Szabolcs-Szatmár-Bereg vármegyében, a Mátészalkai járásban.

## Fekvése
A vármegye kelet-délkeleti részén, a Nyírség szélén fekszik, az Ecsedi-láp egykori területének peremvidékén. A környező települések közül Nagyecsed 2,5, Mérk 7,5, Tiborszállás 9,5, Mátészalka 15, Nyírcsaholy 8, Nyírbátor pedig 21 kilométerre található.
A közvetlen szomszédos települések: észak felől Nyírcsaholy, északkelet felől Nagyecsed, délkelet felől Tiborszállás, dél felől Mérk, délnyugat felől Terem, nyugat felől pedig Nyírkáta.
Különálló településrésze a jó 2 kilométerre keletre fekvő Előtelek.

### Megközelítése
Legfontosabb közúti megközelítési útvonala a Mátészalkától Vállajig húzódó 4918-as út. Nagyecseddel a 4921-es út köti össze, Előtelek főutcája pedig a 4922-es út.
Vasútvonal nem érinti, a legközelebbi vasúti csatlakozási lehetőség a Mátészalka–Nagykároly-vasútvonal Nagyecsed vasútállomása.

## Nevének eredete
A falu neve a latin Fabianusból való magyar Fábián személynév és a -háza birtokos személyragos szó összetételéből keletkezett.
Ez a névadás a XIII-XIV. században volt jellemző.
A falu másik neve Bohol  volt. Ez török eredetű személynév lehetett, amely a boy "parancsnok, úr, vezér" és az ul "fiú" szó összetétele.

## Története
A település nevének első írásos említése 1341-ből való, ekkor tűnik fel a Hontpázmány nemzetség birtokaként, és ekkor megemlítik másik nevét Bohol-t is.
A falu Ecsed, Sárvármonostora, Szentmárton és Terem között feküdt, templomát már ekkor említik: Szent Benedek apát és hitvalló tiszteletére emelték.
A falu a 13. század körül keletkezhetett, valószínűleg a Hontpázmányok egyik tagja telepítette.
1332-ben a Hontpázmány nemzetségbeli Mojs fia Mihály adta zálogba.
1341-ben a szomszéd Báthori Bereck fiai 82 márkáért megveszik, és ecsedi uradalmukhoz csatolják.
A 15. században a Báthoriak mellett a Báth családnak is volt benne birtoka, melyet 1430-ban ezt a rokonok örökölték. Egy része az Országh családnak jutott, de ők elzálogosították 1487-ben a Harasztiaknak.
A Báthori család kihalása után egy ideig a királyé volt, később pedig a Bethleneké és Rákócziaké.
A falu századokon át az ecsedi uradalomhoz tartozott.
1746-1748 között gróf Károlyi Ferenc vette meg, és egészen a 20. század elejéig a Károlyi család volt a fő birtokosa (Ébele Gábor: Ecsedi uradalom 1898.)

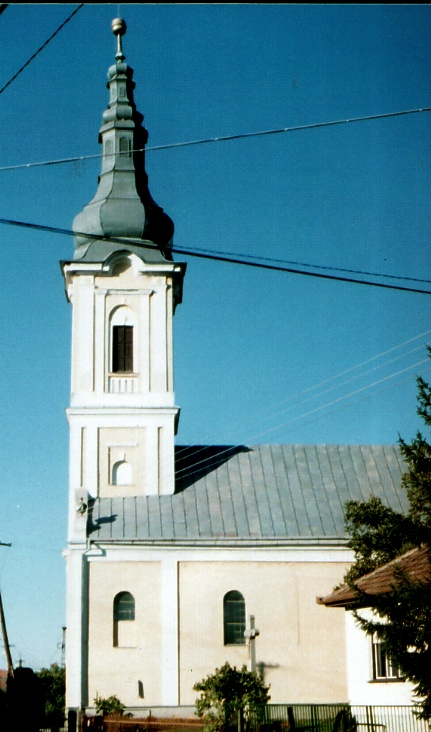
Görögkatolikus templom

Az Ecsedi-láp nyugati szélére települt falu sokat szenvedett az árvizektől. Bizonyára nem kerülte el
- a szomszédos Nagyecsed-hez hasonlóan - a különböző hadjáratoknak, a kuruc szabadságharcnak a megpróbáltatásait sem.
1862-ben a faluban nagy tűzvész pusztított, ekkor a község kétharmada leégett.
A 2720 hektár területen fekvő településen az 1980-as népszámlálási adatok szerint 1997 lakosa volt, és 729 lakóháza volt - ebből 97 az Előtelek nevű külterületi településen.
A település képe 1945 óta sokat változott, önálló általános iskolája van, több középület, üzlet, lakóház épült. A lakosság főként mezőgazdaságból él, vagy a közeli városokba ingázik.
A falunak vasútja nincs, a környező falvakkal és Mátészalkával autóbuszjárat köti össze.
Az I. világháborúban részt vett Weisz Ferenc mészáros. 1926-ban költözött a faluba Neumann Bertalan szabómester, akinek Nagyecseden is volt társas üzlete. 1933-ban Bleier Ferenc rőfös- és szatócs üzletet nyitott. 1941-ben 79 zsidó élt a településen.1944-ben 38-at elvittek a mátészalkai gettóba, majd Auschwiztba, ahonnan senki nem tért vissza. Ezt a 38 személyt április 15-én éjfélkor gyűjtötték össze. Azzal vádolták őket, hogy a zsinagógában titkos rádióleadót találtak. Mátészalkára érve már az volt a vád, hogy pénzt gyűjtöttek a csehszlovák hadseregnek, hogy felszereljék magukat repülővel.

## Közélete

### Polgármesterei
- 1990–1994: Papp Tamás (független)[3]
- 1994–1998: Papp Tamás (független)[4]
- 1998–2002: Papp Tamás (független)[5]
- 2002–2006: Papp Tamás (független)[6]
- 2006–2010: Papp Tamás (független)[7]
- 2010–2014: Gyarmati Endre (független)[8]
- 2014–2019: Gyarmati Endre (független)[9]
- 2019–2024: Gyarmati Endre (független)[10]
- 2024– : Gyarmati Endre (független)[1]

## Népesség
A település népességének változása:
| Lakosok száma | 1718 | 1734 | 1747 | 1697 | 1744 | 1694 | 1663 |
|               | 2013 | 2014 | 2015 | 2021 | 2022 | 2023 | 2024 |

2001-ben a település lakosságának 96%-a magyar, 4%-a cigány nemzetiségűnek vallotta magát.
A 2011-es népszámlálás során a lakosok 93,6%-a magyarnak, 12,8% cigánynak mondta magát (6,4% nem nyilatkozott; a kettős identitások miatt a végösszeg nagyobb lehet 100%-nál). A vallási megoszlás a következő volt: római katolikus 4%, református 59,2%, görögkatolikus 17,2%, felekezeten kívüli 2,2% (10,7% nem válaszolt).
2022-ben a lakosság 87,4%-a vallotta magát magyarnak, 11,2% cigánynak, 0,2% románnak, 0,1-0,1% horvátnak, németnek, ruszinnak, szlovénnek és szerbnek, 0,9% egyéb, nem hazai nemzetiségűnek (12,4% nem nyilatkozott; a kettős identitások miatt a végösszeg nagyobb lehet 100%-nál). Vallásuk szerint 3,2% volt római katolikus, 47,2% református, 11,9% görög katolikus, 5,8% egyéb keresztény, 0,1% evangélikus, 0,1% ortodox, 3,8% felekezeten kívüli (27,9% nem válaszolt).

## Előtelek
Fábiánháza külterületén található Előtelek, amely a település határába olvadt  Üllő falu helyén alakult ki.

### Nevének eredete
Üllő (Illeu), puszta személynévi eredetű nevezetes földrajzi név. Rokonságban van Árpád egyik fiának, Jelech-nek a nevével, valamint az Ilk,Üllő helynevekkel. A személynév végső soron a kazár ilig ~ elig "uralkodó, fejedelem" jelentésű szóból való. Ebből szabályos hangfejlődéssel jött létre a mai névforma: Iliy > Ileü > Eleü > Elő > Előtelek (Szab.Szatm.i.h.).

### Története
Első említése 1321-ből való, amikor a Gutkeled nemzetségbeli Pál bán fiai a rokon Báthori Bereckkel elcserélik. (Szab.szatm.i.h.). Későbbi történetéről a források nem szólnak. Előtelek néven azonban a fábiánházi határnak a nagyecsedivel szomszédos részén ma is van egy viszonylag népes tanya.
Előtelek két különálló részből jött létre. A múlt század első évtizedeiben (1900-as évek) Piret bárónak volt itt gazdasági tanyája, majorja. Ez Előtelek-tanya, Előtelek néven hivatalosan Nagyecsedhez tartozott, és a báró cselédei lakták.
Közelében - de már Fábiánháza területén - kaptak telket az első világháborúból hazatért katonák (Újtelek). Az új településrész később fokozatosan kiépült, a másik pedig elvesztette önállóságát, beolvadt az előbbibe, illetve elsorvadt.
Előtelek ma több utcából áll. Villanya, boltja is van, s a környező községekkel autóbuszjárat köti össze.
Az 1960-as évekig általános iskolája is volt.

## Nevezetességei
- Református templom
- Görögkatolikus templom
- Múzeum

## Híres szülötte
- Garancsi István, üzletember[14]